# Cod sursă

Program scris în cod sursă Java

În informatică, „codul sursă” sau „programul sursă” (en: „source code”, referit uneori, pur și simplu, ca „the source” sau „the code”) reprezintă un set de instrucțiuni, specific unui anumit limbaj de programare. Codul sursă permite programatorului să comunice cu computerul folosind un număr bine definit de instrucțiuni. La limbajele de programare de nivel înalt instrucțiunile din codul sursă poartă nume mai ușor de reținut și de înțeles de către om decât instrucțiunile propriu zise ale hardware-ului, care sunt alcătuite din cifre și eventual și litere fără înțeles evident.
Codul sursă nu poate fi înțeles direct de către calculator; pentru aceasta el trebuie mai întâi transpus (prin asamblare, compilare sau interpretare) în așa numitul „cod obiect” sau și „cod mașină”, care este în general pe înțelesul hardware-ului și executabil.